# Gran Premio de Japón de Motociclismo de 1965
El Gran Premio de Japón de Motociclismo de 1965 fue la decimotercera y última prueba de la temporada 1965 del Campeonato Mundial de Motociclismo. El Gran Premio se disputó el 23 y 24 de octubre de 1965 en el Circuito de Suzuka.

## Resultados 350cc
En 350cc, Mike Hailwood solo tenía una tarea en la carrera de 350cc: mantener a Jim Redman en el segundo puesto para beneficiar a Giacomo Agostini en su lucha por el mundial, pero la MV Agusta 350 3C no funcionó bien desde el principio, debido a problemas con el sistema de encendido. Al principio, Hailwood no pudo mantenerse por delante de Redman, y tuvo que conformarse de momento con seguirlo. Sin embargo, cuando Hailwood lo adelantó de nuevo hacia el final de la carrera, Redman simplemente lo dejó pasar, dado que había sufrido una picadura de abeja en un ojo y sabiendo que Agostini no estaba en disposición de acercarse a las primeras posiciones. La segunda posición de Redman le aseguró el título mundial, mientras que Agostini fue solo quinto, detrás de las Honda de Isamu Kasuya y de Isao Yamashita.

| Pos.     | Piloto             | Equipo    | Tiempo       | Pts. |
| -------- | ------------------ | --------- | ------------ | ---- |
| 1        | Mike Hailwood      | MV Agusta | 1h 03' 32" 2 | 8    |
| 2        | Jim Redman         | Honda     | +10" 1       | 6    |
| 3        | Isamu Kasuya       | Honda     |              | 4    |
| 4        | Isao Yamashita     | Honda     |              | 3    |
| 5        | Giacomo Agostini   | MV Agusta |              | 2    |
| 6        | Bill Smith         | Honda     |              | 1    |
| 7        | Jack Ahearn        | Norton    |              |      |
| 8        | Jack Findlay       | AJS       |              |      |
| Ret      | František Št'astný | Jawa      | Ret          |      |
| Ret      | Steve Murray       | Norton    | Ret          |      |
| Fuentes: |                    |           |              |      |

## Resultados 250cc
Solo ocho pilotos ingresaron a la carrera de 250cc. Entre ellos estaba František Šťastný, quien fue invitado personalmente al Gran Premio de Japón. Mike Hailwood debutó como piloto de fábrica para Honda. Funcionó bien porque el mejor piloto de Honda Jim Redman no pudo comenzar debido a una picadura de abeja sobre su ojo. Hailwood se acostumbró rápidamente a la Honda RC 165 de seis cilindros. Terminó más de un minuto y medio por delante de compañero de equipo Isamu Kasuya. Bill Ivy se convirtió en tercero después de que Phil Read fuera eliminado por una caída inocente. Franta Šťastný también cayó con su Jawa.
| Pos. | Piloto             | Moto   | Tiempo       | Pts. |
| ---- | ------------------ | ------ | ------------ | ---- |
| 1    | Mike Hailwood      | Honda  | 1h 01' 49" 1 | 8    |
| 2    | Isamu Kasuya       | Honda  | +1' 32" 8    | 6    |
| 3    | Bill Ivy           | Yamaha | +1' 56" 5    | 4    |
| 4    | Gosuke Yamashita   | Honda  | +2' 27" 5    | 3    |
| 5    | Hiroshi Hasegawa   | Yamaha |              | 2    |
| Ret  | František Št'astný | Jawa   | Ret          |      |
| Ret  | Phil Read          | Yamaha | Ret          |      |
| Ret  | Yoshini Katayama   | Suzuki | Ret          |      |
| DNS  | Jim Redman         | Honda  | DNS          |      |

## Resultados 125cc
Aunque Hugh Anderson ya era campeón mundial, también hizo todo lo posible para ganar en Japón. Inicialmente, Luigi Taveri encabezó la carrera con la nueva Honda RC 148 de cinco cilindros. Bryans no pudo seguir el ritmo, mientras que Phil Read y Jim Redman (con una Honda de 125cc) fallaron. Anderson todavía tenía algunas reservas y pasó a Taveri. Al final, la cinco cilindros de Taveri sufrió una avería, lo que hizo que Anderson reafirmara su condición de campeón del mundo al obtener el máximo número de puntos en la prueba.
| Pos. | Piloto              | Moto   | Tiempo    | Pts. |
| ---- | ------------------- | ------ | --------- | ---- |
| 1    | Hugh Anderson       | Suzuki | 52' 19" 2 | 8    |
| 2    | Luigi Taveri        | Honda  | +14" 5    | 6    |
| 3    | Ralph Bryans        | Honda  |           | 4    |
| 4    | Bill Ivy            | Yamaha |           | 3    |
| 5    | Yasuharu Yuzawa     | Honda  |           | 2    |
| 6    | Hironori Matsushima | Yamaha |           | 1    |
| 7    | Frank Perris        | Suzuki |           |      |
| Ret  | Teisuke Tanaka      | Honda  | Ret       |      |
| Ret  | Phil Read           | Yamaha | Ret       |      |
| Ret  | Yoshini Katayama    | Suzuki | Ret       |      |
| DNS  | Jim Redman          | Honda  | DNS       |      |

## Resultados 50cc
Cuando Hugh Anderson tomó la delantera y resultó ser mucho más rápido que las Honda, las posibilidades de Ralph Bryans en el título mundial parecieron evaporarse. Pero en las últimas 14 vueltas, Anderson se arriesgó demasiado y se estrelló. En ese momento, Bryans ya se convirtió en campeón mundial. Bryans fue derrotado al final por su compañero de equipo Luigi Taveri con solo una diferencia de una décima de segundo. Los pilotos restantes Suzuki no pudieron seguir la pelea. Mitsuo Itoh fue tercero para Hans-Georg Anscheidt, en su primera actuación con Suzuki RK 65.
| Pos. | Piloto               | Moto        | Tiempo    | Pts. |
| ---- | -------------------- | ----------- | --------- | ---- |
| 1    | Luigi Taveri         | Honda       | 39' 23" 3 | 8    |
| 2    | Ralph Bryans         | Honda       | +0" 1     | 6    |
| 3    | Mitsuo Itoh          | Suzuki      | +22" 2    | 4    |
| 4    | Hans-Georg Anscheidt | Suzuki      | +37" 9    | 3    |
| 5    | Michio Ichino        | Suzuki      |           | 2    |
| 6    | Akira Itoh           | Honda       |           | 1    |
| 7    | K. Itoh              | Bridgestone |           |      |
| Ret  | Toshio Fujii         | Suzuki      | Ret       |      |
| Ret  | Naomi Taniguchi      | Honda       | Ret       |      |
| Ret  | Isao Morishita       | Bridgestone | Ret       |      |
| Ret  | Hugh Anderson        | Suzuki      | Ret       |      |